# Aquaelicium brunnescens
Aquaelicium brunnescens – gatunek pluskwiaka z rodziny Derbidae i podrodziny Cenchreinae. Jest endemitem wyspy Mahé, wchodzącej w skład Wysp Wewnętrznych archipelagu Seszeli.

## Taksonomia
Gatunek ten opisany został w 1917 roku przez Williama Lucasa Distanta na łamach „Transactions of the Linnean Society of London”. Jako lokalizację typową wskazano Mahé w archipelagu Seszeli. W 2009 roku poddany został redeskrypcji przez Holgera Löckera, Birgit Löcker i Wernera E. Holzingera na łamach „Zootaxa”.

## Morfologia
Samce osiągają od 3,7 do 3,9 mm długości ciała, natomiast samice pozostają nieznane. Ubarwienie wierzchu ciała jest szarawobrązowe do żółtawego z czarniawymi oczami, ochrowymi nadustkiem i ciemieniem oraz bladą przepaską podłużną, biegnącą przez środek przedplecza i śródplecza. Głowa ma pozbawiony żeberek przedustek, pozbawiony żeberka środkowego oraz wyposażony w niepełne żeberka boczne zaustek, liniowate czoło z gładkimi i równoległymi żeberkami bocznymi, a także u podstawy płytko, v-kształtnie wcięte ciemię z żeberkiem środkowym i gładkimi żeberkami bocznymi. Śródplecze ma trzy podłużne żeberka. Szarobrązowe z ciemniejszymi żyłkami są przednie skrzydła. Skrzydło tylne jest dłuższe niż połowa przedniego. Odnóża są ochrowe. Genitalia samca cechują się edeagusem o długim, smuklejszym niż u A. typicum trzonie, zaopatrzonym w trzy zaostrzone wyrostki i półkolisty płatek wierzchołku oraz znacznie cieńszym i dłuższym niż u A. elegantulum wyrostku „e”. Rurka analna samca ma dwa małe, brzuszno-doogonowo skierowane wyrostki wierzchołkowe.